# Zentrum
Pour les articles homonymes, voir Parti chrétien-démocrate.
La Deutsche Zentrumspartei (en abrégé Zentrum, « Centre ») est un des principaux partis politiques de l'Empire allemand puis de la république de Weimar. Fondé en 1870 et initialement dissous le 5 juillet 1933, il représente les idées des catholiques, minoritaires en Allemagne. Le parti est refondé après la Seconde Guerre mondiale mais est marginalisé rapidement par la CDU qui devient le principal parti de la démocratie chrétienne en Allemagne.

## Histoire

### Contexte

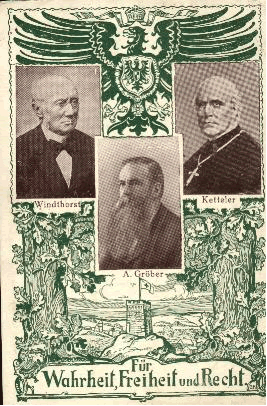
Affiche diffusée lors de la formation du parti.

Le Zentrum est le représentant politique du catholicisme. La politisation de l'Église catholique est un processus lent et irrégulier. Avec le recès d'Empire de 1803, le titre de prince-évêque disparaît. Cela marque une rupture pour le catholicisme, qui a joué un rôle structurant important au sein du Saint-Empire germanique. En 1815, avec le congrès de Vienne et la fin de la domination napoléonienne sur l'Allemagne, l'anticléricalisme est associé à la révolution. En réaction on assiste à un réveil religieux dans la population, ainsi le romantisme remet en valeur l'inconscient et l'irrationnel, tandis que le mouvement nationaliste allemand est fondamentalement chrétien.
La politisation a plusieurs aspects : d'abord le mouvement ultramontain, en faveur de la toute-puissance du pape, ce qui culmine avec la proclamation du dogme de l'infaillibilité papale, met fin à la théologie influencée par les lumières. Ensuite elle doit faire face aux princes allemands, qui ne veulent pas perdre leur pouvoir, et au mouvement libéral. Dans les années 1830, le conflit qui oppose le royaume de Prusse à l'Église catholique, à Cologne notamment, est à son paroxysme. L'archevêque Clément-Auguste Droste zu Vischering est emprisonné en 1837, ce qui provoque une vague de protestations dans toute l'Allemagne catholique.
L'opposition des libéraux et de l'État permet aux catholiques de se souder. Ainsi au parlement de Francfort de 1848, ils se rassemblent dans le club des catholiques (de), qui est une alliance informelle de députés issus de différents groupes parlementaires ayant en commun de vouloir protéger l'Église contre l'État. En 1852, un groupe parlementaire catholique est fondé au parlement prussien. Il est dissout en 1867. Dans les parlements d'autres États allemands se trouvent également des groupes parlementaires catholiques.
Les conférences qui ont lieu à Soest à partir du 12 janvier 1864 et qui rassemblent les frères Georg et Hermann von Mallinckrodt, Alfred Hüffer, Wilderich von Ketteler (de), Friedrich Wilhelm Weber (de) et Eduard Klein jouent un rôle important dans la formation du Zentrum. Les réunions sont organisées à intervalles irréguliers jusqu'en 1866 et la guerre austro-prussienne. La défaite autrichienne, protectrice historique des catholiques en Allemagne, est également une défaite pour ces derniers. Le catholicisme continue toutefois de se politiser, le clergé local soutient fortement ce mouvement. Cela est notamment confirmé par un rapport administratif des années 1860 dans le Sauerland. Le mouvement est partagé entre une aile pro-prussienne dans le nord de l'Allemagne menée par Ketteler, dans le sud de l'Allemagne l'anti-borussisme domine. Au sein du Zollparlament, le député Windthorst, jusque-là ambivalent, se ligue avec les seconds et influence la suite des événements en faveur du particularisme.
Ce n'est malgré tout qu'en 1869, un an avant les élections de la chambre des représentants de Prusse, que les projets de création d'un parti catholique se concrétisent. Des rencontres à Ahlen/Westphalie, Münster et à Essen permettent à Hermann von Mallinckrodt et Peter Reichensperger de s'accorder sur un programme politique.

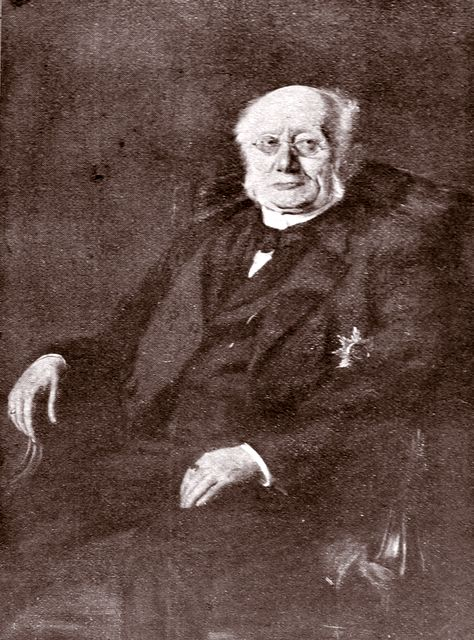
Ludwig Windthorst.

L'indépendance de l'Église et de ses institutions est revendiquée. Les écoles confessionnelles doivent être préservées. L'unification de l'Allemagne doit se faire selon un principe fédéral avec une autonomie importante réservé aux États fédérés.
Des revendications allant dans le sens d'une politique sociale sont également présentes dans le programme d'Essen du 30 juin 1870. Afin d'alléger la charge pesant sur le peuple, le budget militaire ne doit plus être augmenté, la répartition des recettes fiscales doit également être plus équitable afin de limiter les inégalités les plus flagrantes. Le programme de Soest (de) du 28 octobre 1870 prévoit que les dirigeants du futur parti doivent être issus des rangs de la chambre des représentants de Prusse. Le 13 décembre 1870, le groupe parlementaire du Zentrum est fondé, il a 48 membres et pour président Karl Friedrich von Savigny. Les autres membres influents sont Peter et August Reichensperger, Mallinckrodt, Ludwig Windthorst, Friedrich Wilhelm Weber (de), Ernst Lieber et Eduard Müller (de).

### Opposition et Kulturkampf (1870-1880)

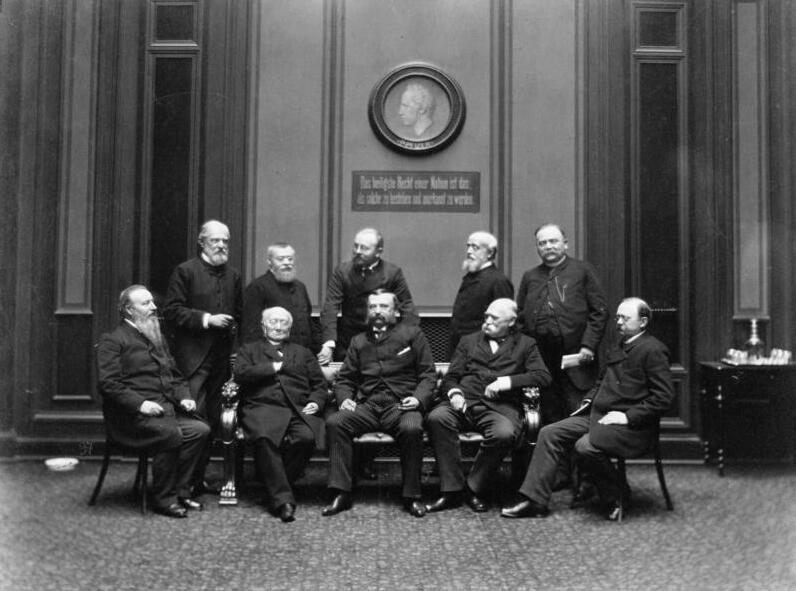
Membre du Zentrum au Reichstag (première ligne assise de gauche à droite : Paul Letocha, Dr. Ludwig Windthorst, comte Johann Anton von Chamaré, Anton von Dejanicz-Gliszczynski, Albert Horn deuxième ligne debout de gauche à droite : comte Friedrich von Praschma, Philipp Schmieder (non-Zentrum), Dr. Felix Porsch, baron Clemens Heereman von Zuydwyck, Julius Szmula)

Aux élections législatives du 3 mars 1871 le parti obtient 18,6 % des suffrages et 63 mandats. Cela en fait le second groupe parlementaire au Reichstag derrière celui du parti national-libéral.
Le Zentrum siège dans l'opposition au gouvernement Bismarck, car sa politique économique libérale et ses manœuvres pour limiter l'influence politique de l'Église catholique sont contraires aux positions du parti. Les brimades que fait subir le chancelier aux minorités, qu'elles soient polonaise, d'Alsace-Lorraine ou dans d'autres régions, souvent catholiques, sont également l'objet de vives critiques de la part du nouveau parti, qui se veut le représentant de ces minorités. Le parti est par ailleurs très attaché à la notion d'État de droit et constitutionnel. Son credo est avant tout une conception fédérale de l'unité allemande. En revanche, il ne s'intéresse pas aux revendications en faveur du suffrage universel. De manière générale, le parti veut incarner, comme le choix de son nom l'indique, le centre politique, entre les conservateurs et le parti national-libéral, d'une part, et les libéraux et les socialistes, d'autre part.
Dans la première décennie d'existence de l'Empire allemand, la politique intérieure du chancelier impérial est orientée contre les catholiques, ceux-ci ne semblant pas soutenir l'unité au moyen de la solution petite-allemande qui les a mis en minorité face aux protestants. Bismarck parvient à obtenir le soutien à la fois des libéraux et des conservateurs et a donc les mains libres afin de lutter contre les ultramontains et l'influence du pape dans l'Empire. Il tente ainsi d'affaiblir l'Église catholique et surtout son parti politique qu'est le Zentrum. Les conservateurs participent à cette lutte parce qu'ils s'opposent à toute influence étrangère sur la politique allemande ; quant aux libéraux ils voient dans le Vatican une force réactionnaire, sentiment alors renforcé par la publication du Syllabus et par le premier concile œcuménique du Vatican qui affirme l'infaillibilité pontificale.

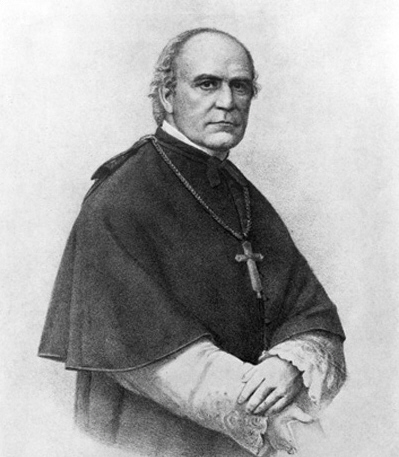
Wilhelm Emmanuel von Ketteler.

Au début des années 1870, la politique dite du Kulturkampf fait des catholiques allemands des « ennemis de l'Empire ». Un autre objectif de la manœuvre est de détourner l'attention de la crise économique. Le Zentrum, ennemi de l'Empire par extension, se ligue alors aux autres minorités que sont les Polonais, les Lorrains, les Alsaciens, les Danois et les partisans des Welf afin de lutter contre la politique du chancelier.
Windthorst, le chef incontesté du parti, répond à cette politique en prônant des positions à la fois conservatrices et libérales. D'un côté, il lutte contre le mariage civil et l'école laïque, pour s'attirer la sympathie des conservateurs. De l'autre, il réaffirme les droits du parlement, que ce soit lors du vote de la loi sur le septennat en 1874 ou sur celle censurant les députés en 1879, la liberté de la presse et la limitation du pouvoir militaire. Il va plus loin, en apportant son soutien aux propositions des libéraux en faveur d'un gouvernement parlementaire, d'un salaire pour les députés et d'une réforme électorale dans le royaume de Prusse, ce qui surprend une partie des électeurs du Zentrum.
Le Kulturkampf ne parvient toutefois pas à atteindre ses objectifs. Certes il enregistre quelques succès, comme la création d'un état civil communal, le mariage civil et l'imposition d'une l'école essentiellement laïque. Mais il renforce a contrario la solidarité entre catholiques. Le Zentrum récolte indirectement les fruits du Kulturkampf : il devient le grand parti des catholiques contre la domination prusso-protestante dans l'Empire. Aux élections de 1874, au plus fort de la politique anti-catholique, il réalise le score de 28 % des suffrages. Lors des élections suivantes, il obtient près de 100 sièges au Reichstag.
Il est alors devenu à la fois le parti représentatif du centre politique et le parti représentatif des catholiques. Ceux-ci, indépendamment de leur position sociale votent massivement en sa faveur. On établit que, dans les années 1880, environ 80 % des catholiques votent pour le Zentrum.

### Parti de la majorité et dissensions (1880-1914)
Bismarck opère ensuite un tournant dans sa politique. Il se distance de la politique économique libérale et adhère au protectionnisme. Cela permet au Zentrum de voter pour la première fois pour une loi gouvernementale, en soutenant le tarif douanier de 1879. Bismark commence à mener une politique sociale, soutenue aussi par le parti du centre. La période est également le début de la lutte contre la social-démocratie avec lois antisocialistes que le parti rejette en bloc. En bref, le chancelier et son gouvernement se rapprochent du parti. La fin du Kulturkampf, avec pas moins de 5 lois entre 1880 et 1887, réchauffe également ces relations. Le parti en ressort renforcé, il a le plus grand groupe parlementaire de l'assemblée allemande de 1881 à 1912. Il a un rôle important dans l'introduction de la sécurité sociale en Allemagne avec la loi Galen en 1877 notamment,.
Le départ de Bismarck en 1890 marque un retrait partiel des mots d'ordre de type confessionnel dans le programme du parti, au profit des thématiques de politique sociale. La création en 1890 de l'Association populaire pour l'Allemagne catholique (de), ayant des idées plus à gauche que le parti, comptant parmi ses membres nombre de ses militants et qui diffusent des tracts et organisent des réunions afin de soutenir la politique sociale permet au parti d'élargir sa base électorale chez les ouvriers.
Après la mort de Windthorst en 1891, Ernst Lieber devient le meneur au parlement allemand.
Les chanceliers impériaux suivant Bismarck sont globalement soutenus par le parti que ce soit en matière de politique intérieure, extérieure, coloniale ou sur la question très symbolique de la marine impériale allemande à partir de 1898. Il est donc clairement devenu un parti de la majorité. Ainsi il vote le Bürgerliches Gesetzbuch en 1896 alors que celui-ci entérine le mariage civil. Il commence également à coopérer avec le parti national-libéral, ennemi pendant le Kulturkampf. Malgré le rejet par le parti du projet de loi sur les prisons (de), loi dirigée contre les socialistes et les syndicats, la coopération se renforce avec le vote du tarif douanier de 1902, le soutien de la politique sociale et économique de Posadowsky jusqu'en 1906. En contrepartie, le gouvernement renonce à lutter contre la social-démocratie par la voie légale. Le parti dispose alors de la réalité du pouvoir et aucune décision ne peut se faire sans lui.
Les catholiques n'en restent pas moins des citoyens de second rang, auxquels les plus hauts postes restent inaccessibles.
À première vue, le parti est relativement stable pendant le règne de Guillaume II, néanmoins de nombreux conflits internes divisent le parti. La fin du Kulturkampf marque en effet la fin de l'union sacrée au sein du parti. Jusqu'alors, son aile gauche proche du parti progressiste dominait les débats comme le montre le refus des députés de voter en faveur du septennat alors même que le pape les y avait invités. Des courants internes se développent, par exemple l'aile conservatrice et agricole, l'aile populiste, soutenue par les paysans et les artisans, l'aile bourgeoise et enfin l'aile ouvrière qui gagne en influence au fil des ans. Les différences sociales créent également des tensions. Ainsi alors que le parti est fondamentalement monarchiste depuis ses débuts, les ouvriers et les populistes montrent des tendances démocratiques. Ces conflits peuvent être plus fort en région parfois. Par exemple, après la mort de Peter Reichensperger, dans le Sauerland, véritable bastion du parti, plusieurs candidats se réclamant du parti luttent entre eux pendant plus de 10 ans. De manière générale, le parti est divisé entre ses penchants pour la protection de la religion à l'école, le protectionnisme, la méfiance contre les lois du marché et la défense de la ruralité qui le rapprochent des conservateurs d'un côté et son attachement à la constitution ainsi qu'aux droits des minorités de l'autre qui sont des idées libérales.
Le développement industriel est défavorable à long terme au parti. Même si le milieu catholique tente de séduire les ouvriers, notamment avec une politique d'endiguement de la social-démocratie avec la protection des ouvriers en programme, le parti perd des électeurs potentiels dans les grandes villes et les régions industrielles. Les appels à la sécularisation jouent un rôle important dans ce phénomène, qui ne touche bien sûr ni les petites villes, ni les campagnes. Ainsi dans le Sauerland, 90 % des électeurs votent pour le Zentrum. Cette stagnation du parti entrouvre la porte à sa transformation en un parti populaire ouvert également aux protestants. Ce projet, défendu par le journaliste Julius Bachem en 1906 mène à de graves dissensions dans le parti (dite Zentrumstreit) et n'est finalement pas suivi d'effet.
Le parti reste certes opposé au SPD, mais une première brèche est faite en 1899 avec une alliance électorale avec ce dernier pour démocratiser le droit de vote en Bavière, à Munich et dans le Palatinat, puis en 1905 lors des élections régionales bavaroises. Au niveau national, les critiques d'Erzberger au sujet de la politique coloniale et l'augmentation des impôts décidée par le chancelier Bernhard von Bülow conduisent ce dernier en 1906 à dissoudre le parlement. Malgré tout, le parti ne s'allie ni aux libéraux, ni aux sociaux-démocrates, mais aux conservateurs avec la formation du bloc noir-bleu,.
L'Alsace-Lorraine pose également un problème : bien que les trois quarts de sa population y soient catholiques, les revendications autonomistes de ses députés, en désaccord avec la ligne du parti, les poussent à prendre leurs distances avec le groupe parlementaire centriste. En 1906, le parti du centre d'Alsace-Lorraine (de) est fondé et devient le premier parti du Land.

### Première Guerre mondiale et révolution de novembre 1919
Pendant la Première Guerre mondiale, le parti participe à la paix des forteresses, l'équivalent de l'union sacrée en Allemagne, et soutient ainsi la politique extérieure et de guerre de l'Empereur et de l'OHL. À un tel point, que le parti cesse quasiment toute activité dans certaines régions.
Toutefois, le parti se lasse rapidement de la guerre. En 1917, il se ligue au SPD et au parti populaire progressiste, trois partis stigmatisés dans l'Empire allemand, pour former le comité inter groupe parlementaire (de) et coordonner leurs actions. Le 19 juillet 1917 cela mène au vote d'une résolution de paix au Reichstag. Cette résolution qui cherche une motion de paix, reste néanmoins sans effet direct à cause de la dictature qu'exerce de facto le duo de dirigeants de l'OHL : Paul von Hindenburg et Erich Ludendorff. Par contre, elle pose les bases de la coalition de Weimar. Graf Georg von Hertling, membre du parti, devient chancelier impérial de novembre 1917 à septembre 1918, c'est le premier chancelier issu des rangs du Zentrum. Les réformes d'Octobre imposent le régime parlementaire, le parti est représenté dans le cabinet formé par le prince Maximilien de Bade par 3 secrétaires d'État.
Le Zentrum ne soutient pas la révolution de novembre. Sur le plan régional le débat pour savoir si le système politique à choisir est la monarchie ou la république fait rage avec des partisans des deux solutions. Dans certaines communes les dirigeants du parti sont représentés dans les conseils d'ouvriers et de soldats. Le parti est cependant réticent devant cette politique de l'action accomplie. Il soutient finalement après de longs débats internes la république appelée par Philipp Scheidemann et prend contact avec ses partenaires de l'ancien comité inter groupe parlementaire.
Afin de protester contre la politique centralisatrice de Matthias Erzberger, l'aile agricole bavaroise se sépare du parti en 1920 pour fonder le Bayerische Volkspartei (BVP).

### République de Weimar (1919-1933)

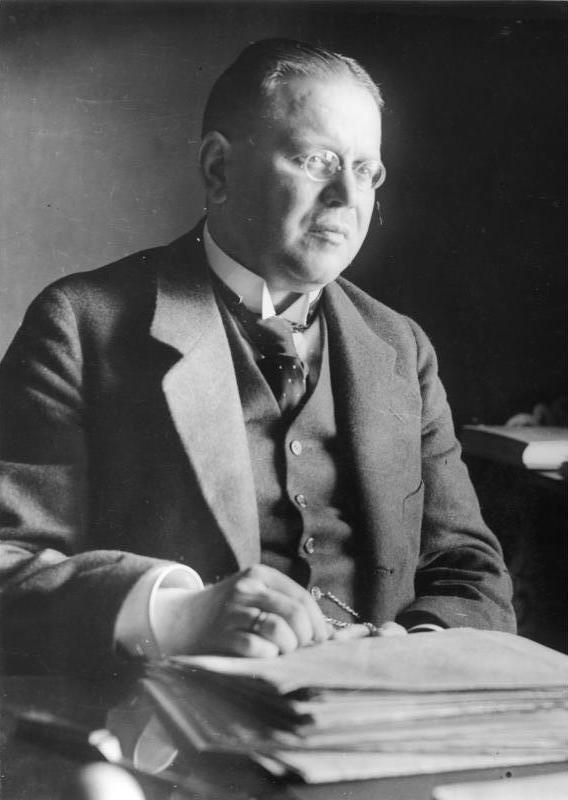
Matthias Erzberger en 1919.

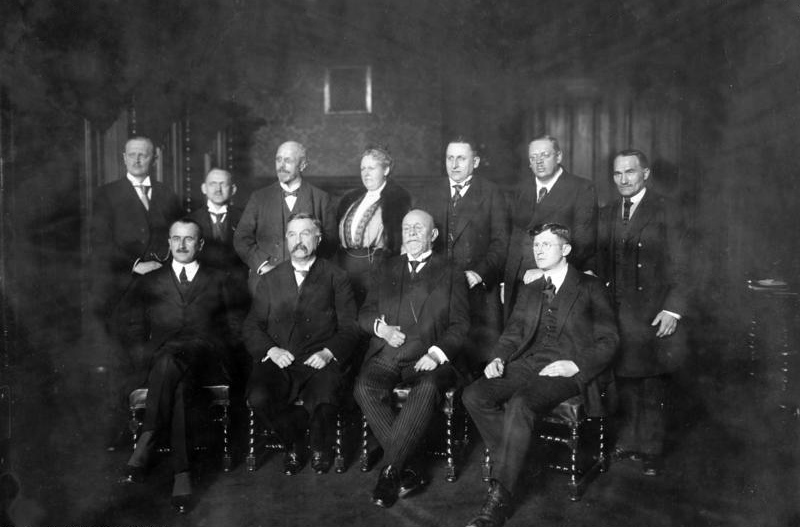
Comité directeur du parti en 1920.

Le Zentrum joue un rôle déterminant dans la république de Weimar à cause de sa position centrale. Il peut en principe faire alliance avec les partis du parlement allant du SPD au DNVP, toutefois il doit ménager ses dissensions internes. Le parti est présidé par Felix Porsch (de) qui aide à maintenir l'équilibre interne. Le parti a ainsi une forte influence au sein de l'assemblée nationale de Weimar et du gouvernement de la république.
Il fait partie des coalitions suivantes durant la république de Weimar : coalition de Weimar avec le SPD et le DDP ; la grande coalition avec le SPD, le DDP et le DVP ; et enfin le Bürgerblock (de) avec le DDP, le BVP, le DVP et le DNVP. À quelques exceptions près, il est représenté dans tous les gouvernements de la république de Weimar, et 5 chanceliers impériaux sont issus de ses rangs : Konstantin Fehrenbach de 1920 à 1921, Joseph Wirth de 1921 à 1922, Wilhelm Marx de 1923 à 1925 puis de 1926 à 1928 et Heinrich Brüning de 1930 à 1932. Aux élections présidentielles de 1925, le candidat du parti Wilhelm Marx est défait par Paul von Hindenburg.
Erzberger est assassiné par un militant d'extrême droite le 26 août 1921. Sous sa présidence puis celle de Marx, le parti défend la constitution de la république de Weimar et tente de faire progresser l'État providence. Une assurance chômage est ainsi créée principalement grâce au parti. Le milieu des années 1920 marque un tournant vers plus de conservatisme et de nationalisme. Ainsi l'élection de Mgr Ludwig Kaas à la présidence du parti en 1928 contre le meneur syndical Adam Stegerwald montre clairement cette tendance.
Cette élection est également une réaction aux résultats des élections législatives de 1928 qui sont un véritable revers pour le parti : il a perdu des voix non seulement dans les grandes villes, mais également dans les petites et à la campagne. Une partie du Zentrum pense que seule un retour du clergé permettrait d'éviter cette perte d'influence.

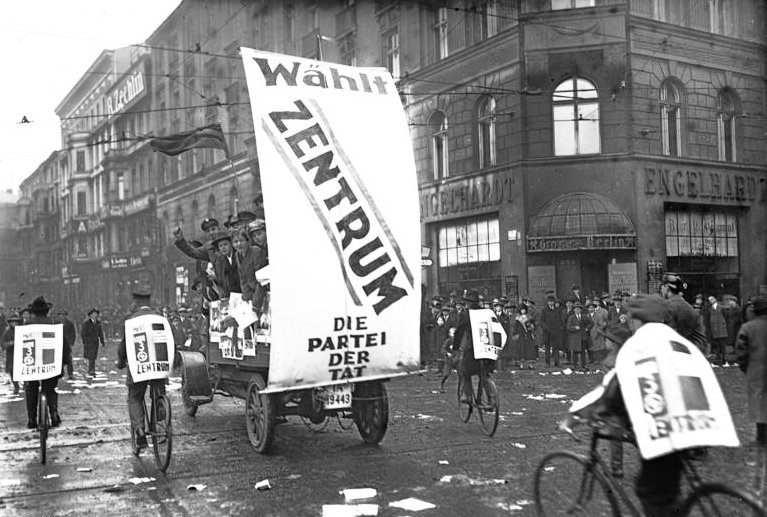
Campagne électorale du Zentrum en 1930.

Le Zentrum lutte lors des élections suivantes contre les partis des extrêmes, en particulier contre le KPD et le NSDAP. L'arrivée de Brüning à la chancellerie marque le passage définitif du parti à une politique conservatrice. En menant une politique de déflations et de rigueur, il n'a pas seulement pour but d'assainir les finances publiques mais également de démontrer aux pays vainqueurs de la Première Guerre mondiale que l'Allemagne n'est pas dans la mesure économiquement de remplir ses obligations liées au traité de Versailles. Elle a un besoin impérieux d'un report de paiement voire d'une annulation de dette.
Le 13 avril 1932, Brüning interdit les organisations paramilitaires national-socialistes que sont les SA et les SS en utilisant la découverte des documents de Boxheim, dans lesquels des plans de coups d'État sont faits. Le NSDAP est déclaré ennemi d'État. Brüning est cependant renvoyé par le président Hindenburg avant que l'interdiction ne soit suivie d'effet.

Franz von Papen, membre du Zentrum jusqu'en 1932.

Le dernier chancelier impérial membre du Zentrum est Franz von Papen. Il est néanmoins de facto dans l'opposition au parti depuis qu'il s'est rangé du côté d'Hindenburg après son élection en 1925. Il quitte d'ailleurs le parti deux jours après avoir été nommé chancelier, anticipant une décision du comité du parti. Ce dernier combat par la suite avec acharnement le cabinet du Baron comme les membres du Zentrum le surnomment.

### Période nazie (1933-1945)
Le 30 janvier 1933 Hitler est nommé Chancelier. Le NSDAP et le Parti national (DNVP) forment une coalition gouvernementale. Cependant Franz von Papen est nommé vice-chancelier de ce gouvernement dans le groupe du Parti national.
À la suite de l'incendie du Reichstag du 28 février 1933, les députés du KPD sont emprisonnés en masse. Le 9 mars 1933 le général von Epp, avec l'aide des SA, renverse le gouvernement catholique de Bavière. Afin d'obtenir les pleins pouvoirs, le NSDAP et Hitler ont besoin d'une majorité des deux-tiers sans prendre en compte les communistes. Leurs menaces envers les députés du SPD et du Zentrum ainsi qu'un accord avec ce dernier permettent à la loi d'être votée le 23 mars 1933. Hitler a fait oralement diverses promesses à Ludwig Kaas afin d'obtenir son consentement : le président fédéral garderait ses droits, le Reichstag et le Reichsrat seraient maintenus, la politique éducative et le rapport entre l'État et la religion devraient être préservés et ne pas être modifiés par la voie législative. Les espoirs de la signature d'un concordat entre l'Allemagne et le Vatican influencent fortement la position du parti. Le vote de la loi par le Zentrum est également une dernière tentative d'exercer un contrôle sur Hitler et les nationaux-socialistes et ainsi de protéger le pays et le parlement d'une prise de pouvoir total de ces derniers. Cela s'avère totalement illusoire.
Le 5 mai, la présidence du parti passe de Kaas à Heinrich Brüning, Kaas résidant durablement à Rome pour préparer le concordat. Il espère pouvoir préserver le Zentrum grâce à une collaboration avec le NSDAP, cependant il doit rapidement se rendre à l'évidence. Le concordat rédigé par Papen est fortement critiqué par Brüning, le parti perd alors également l'appui du Saint-Siège. Les menaces du NSDAP deviennent plus palpables, certains membres du parti sont emprisonnés. Joseph Goebbels demande le 28 juin à Brüning de « fermer son magasin dans les plus brefs délais ». La majorité des députés du Reichstag et du parlement prussien se prononcent alors pour une dissolution du parti spontanée, parmi eux Brüning, Ernst Grass et Karl Maria Hettlage. Finalement, le parti cesse d'exister le 5 juillet 1933.
Malgré cette collaboration lors du vote de la loi des pleins pouvoirs, le Zentrum n'est en rien un allié du NSDAP sur le plan local. Ainsi les régions où le Zentrum a ses bases votent très peu pour les nazis. Les électeurs du parti, principalement catholiques, jouent un rôle important dans la formation de la résistance contre le nazisme,.
Ceci explique que les nazis se méfient des membres de l'ancien parti après leur prise de pouvoir, beaucoup sont discriminés, emprisonnés, ou envoyés dans les camps de concentration. Cela concerne aussi bien les hauts fonctionnaires que les simples militants. Ainsi dès 1933, le camp de Osthofen détient des membres du parti. Le NSDAP voit dans l'Église catholique et ses représentants un danger, en représailles les évêques refusent de donner les sacrements aux membres du parti nazi[réf. souhaitée]. L'Église interdit d'ailleurs expressément à ses fidèles de soutenir et voter pour le parti nazi. Avec la prise de pouvoir de ce dernier, elle est toutefois obligée, conformément aux règles chrétiennes, de reconnaître l'autorité en place le 28 mars. Par la suite le concordat est signé, les prêtres et fidèles catholiques ne doivent pas être persécutés massivement, contrairement à ce qui est alors en vigueur en URSS, la liberté de culte doit être garantie.
Cependant à partir de 1935, l'Église catholique devient de l'avis que le concordat est un échec : il n'a pas permis de protéger ses fidèles. En conséquence nombreux sont les catholiques à rejoindre les rangs de la résistance au troisième Reich, parmi eux beaucoup sont d'anciens membres du Zentrum[réf. souhaitée].
Après l'attentat du 20 juillet 1944, les persécutions contre les membres du Zentrum s'intensifient. Par exemple Franz von Galen, frère de l'évêque Clemens August Graf von Galen qui est un opposant aux nazis, est emprisonné dans un camp de concentration[réf. souhaitée].

### Après 1945
Après la guerre le parti est refondé, ses fondateurs trouvant la politique de la CDU, fraichement créée, trop à droite. Le Zentrum rejette ainsi le réarmement. Par contre il est plus religieux[réf. souhaitée]. Le parti n'est cependant plus le parti de prédilections pour les catholiques, la CDU étant devenu le parti des protestants et des catholiques. Le Zentrum n'est plus représenté qu'en Rhénanie-du-Nord-Westphalie et en Basse Saxe. Pour illustrer la désaffection générale, les évêques Conrad Gröber et Joseph Frings privilégient la CDU vis-à-vis du Zentrum.
Rudolf Amelunxen (de) devient toutefois le premier ministre-président de Rhénanie-du-Nord-Westphalie entre 1945 et 1947. Le parti est représenté au parlement de ce Land jusqu'en 1958 ainsi que dans d'autres assemblées plus locales. Lors de la phase de gouvernement d'unité nationale, le parti est associé aux affaires, mais en 1956 le FDP et le SPD forment un nouveau gouvernement dirigé par le social-démocrate Fritz Steinhoff (de).
Le parti n'a plus de véritable importance, aux élections fédérales allemandes de 1949 il réunit encore 3,1 % des suffrages, mais dès 1953 il passe sous la barre des 1 % qu'il ne franchit plus depuis.
| Période     | Nom                                                 |
| ----------- | --------------------------------------------------- |
| 1945-1946   | Wilhelm Hamacher (de)                               |
| 1946-1948   | Johannes Brockmann (de)                             |
| 1948-1949   | Carl Spiecker (de)                                  |
| 1949        | Fritz Stricker (de)                                 |
| 1950-1953   | Helene Wessel                                       |
| 1953-1969   | Johannes Brockmann (de)                             |
| 1969-1974   | Gerhard Ribbeheger (de)                             |
| 1974-1986   | Gerhard Woitzik (de)                                |
| 1986-1987   | Adelgunde Mertensacker                              |
| 1987-1996   | Gerhard Ribbeheger (de)                             |
| 1996-2009   | Gerhard Woitzik (de)                                |
| 2009-2011   | Alois Degler (de) ou Gerhard Woitzik (de) (disputé) |
| depuis 2011 | Gerhard Woitzik (de)                                |

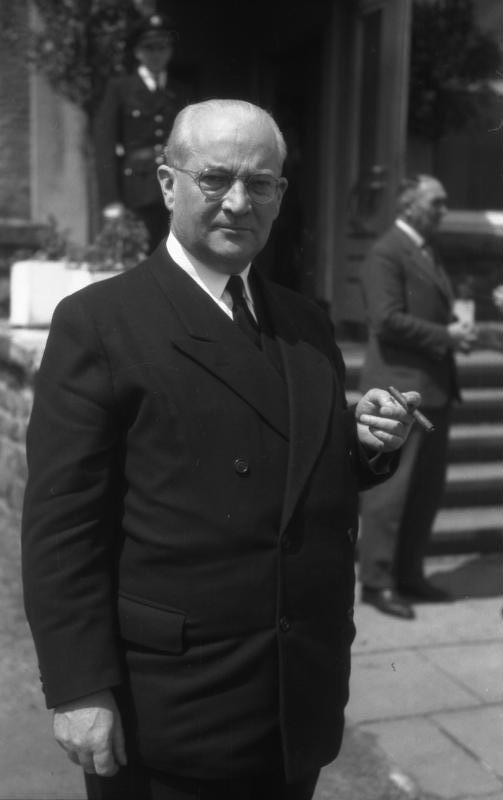
Carl Spiecker en 1948.

Le parti réussit entre 1949 et 1951 à former un groupe parlementaire au Bundestag. Entre 1951 et 1953, il est associé au parti bavarois. De 1953 à 1957 le parti a trois députés au parlement, par la suite il n'est plus représenté.
| Période   | Nom                    | Parti          |
| --------- | ---------------------- | -------------- |
| 1949-1951 | Helene Wessel          | Zentrum        |
| 1951-1953 | Hugo Decker (de)       | parti bavarois |
| 1951-1952 | Helene Wessel          | Zentrum        |
| 1952-1953 | Otto Pannenbecker (de) | Zentrum        |

## Structure
Au départ malgré son électorat populaire, les députés du parti sont des notables, d'avocats et de journalistes. Le parti ne possède alors pas de structure. La progression du parti lors des premières élections conduisant de fait à la reconduction de ces députés. Ce n'est qu'à partir de la seconde moitié des années 1880 que des candidats plus populistes font leur apparition. Le parti peut s'appuyer sur les associations catholiques, qui sont de fait également des associations de militants, pour sa représentation locale.
Le parti est intimement lié à l'Église catholique, et la fidélité au pape est fondamental en son sein. Cela conduit parfois à des frictions entre les dirigeants du parti et ceux du clergé, même si celle-ci ne sont souvent pas exposées au grand jour. Ainsi, le pape Léon XIII fait des concessions à Bismarck sur les lois antisocialistes en 1878 et 1880 et sur le septennat en 1887 afin de faciliter la fin du Kulturkampf, le tout sans que les dirigeants du parti ne soient impliqués dans les négociations.
L'Association populaire pour l'Allemagne catholique (de) fondée en 1890 forme une sorte d'association de masse pour le parti, surtout dans l'ouest du pays.

## Résultats électoraux

### Pendant l'Empire allemand
| Année | %    | Sièges    |
| ----- | ---- | --------- |
| 1871  | 18,6 | 60 / 382  |
| 1874  | 27,9 | 91 / 397  |
| 1877  | 24,8 | 93 / 397  |
| 1878  | 23,1 | 94 / 397  |
| 1881  | 23,2 | 100 / 397 |
| 1884  | 22,6 | 99 / 397  |
| 1887  | 20,1 | 98 / 397  |
| 1890  | 18,6 | 106 / 397 |
| 1893  | 19,1 | 96 / 397  |
| 1898  | 18,8 | 102 / 397 |
| 1903  | 19,8 | 100 / 397 |
| 1907  | 19,4 | 105 / 397 |
| 1912  | 16,4 | 91 / 397  |

Les électeurs du Zentrum sont surtout catholiques. Le parti ne cible pas une classe en particulier : son électorat va des nobles aux paysans en passant par les bourgeois et les artisans. Toutefois la population catholique allemande est légèrement différente du reste de la population : elle est surtout constituée de petites gens, d'une population pré-industrielle et de ce qui devient par la suite le prolétariat. Le parti a ainsi ses bases dans les campagnes et les petites villes. La Ruhr est certes catholique mais la grande proportion d'ouvriers la rend instable, le parti y est menacé par le parti national-libéral puis par la suite par le SPD.
Les années 1870 sont des années de grands succès électoraux pour le Zentrum. Le climat politique et les associations créant un état de mobilisation permanent de l'électorat. Le parti n'a presque pas besoin de faire campagne pour que les catholiques votent massivement lui. Ses électeurs sont donc d'une grande fidélité,.
Par la suite, si le nombre d'électeurs du parti augmente plus rapidement à la fois que la population allemande et le nombre d'électeurs potentiels, l'augmentation de la participation aux élections fait baisser au fil de celles-ci la part des voix du parti. Par ailleurs la part des catholiques votant Zentrum passe d'environ 83 % en 1874 à 54,6 % en 1912. Au niveau du nombre de sièges, le bilan est meilleur, le parti a un pourcentage des mandats plus élevé que celui de ses voix à partir de 1878 à cause de sa forte représentation dans les campagnes, qui sont surreprésentées des suites du découpage électoral. Il a également le plus grand nombre de circonscriptions imprenables de tous les partis.
Au niveau des parlements régionaux, le parti a entre 20,4 et 23,3 % des mandats à la chambre des représentants de Prusse entre 1872 et 1914. Au parlement de Bavière, il obtient entre 50,6 et 53,4 % des sièges entre 1875 et 1912. Dans le Wurtemberg, où il ne fait son apparition que dans les années 1890, il a entre 25,7 et 28,3 % des sièges, dans le pays de Bade environ un tiers.
En 1912, avec la fin du bloc noir bleu constitué avec les conservateurs, le parti essuie une défaite, perdant 14 mandats et 3 % des suffrages.

### Dans la république de Weimar
| Année         | %    | Sièges   |
| ------------- | ---- | -------- |
| 1919          | 19,7 | 91 / 423 |
| 1920          | 13,6 | 64 / 459 |
| mai 1924      | 13,4 | 65 / 472 |
| décembre 1924 | 13,6 | 69 / 493 |
| 1928          | 12,1 | 61 / 491 |
| 1930          | 11,8 | 68 / 577 |
| juillet 1932  | 12,4 | 75 / 608 |
| novembre 1932 | 11,9 | 70 / 584 |
| 1933          | 11,3 | 74 / 647 |

### En RFA

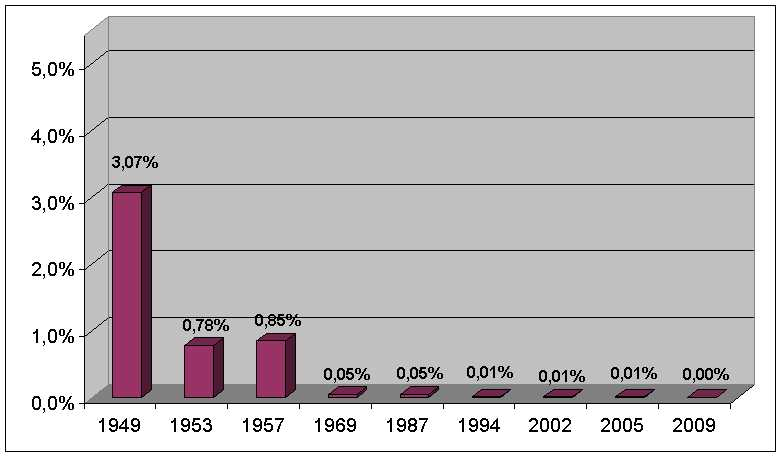
Résultats du Zentrum aux élections législatives en RFA.

| Année  | Nombre de voix  | %               | Sièges          |
| ------ | --------------- | --------------- | --------------- |
| 1949   | 727 505         | 3,1 %           | 10 / 410        |
| 1953   | 217 078         | 0,8 %           | 3 / 509         |
| 1957*  | 254 322         | 0,9 %           | 0 / 497         |
| 1961   | pas de candidat | pas de candidat | pas de candidat |
| 1965** | 19 832          | 0,1 %           | 0 / 496         |
| 1969   | 15 933          | 0,0 %           | 0 / 496         |
| 1972   | pas de candidat | pas de candidat | pas de candidat |
| 1976   | pas de candidat | pas de candidat | pas de candidat |
| 1980   | pas de candidat | pas de candidat | pas de candidat |
| 1983   | pas de candidat | pas de candidat | pas de candidat |
| 1987   | 19 035          | 0,1 %           | 0 / 497         |
| 1990   | pas de candidat | pas de candidat | pas de candidat |
| 1994   | 3 757           | 0,0 %           | 0 / 672         |
| 1998   | 2 076           | 0,0 %           | 0 / 669         |
| 2002   | 3 127           | 0,0 %           | 0 / 603         |
| 2005   | 4 010           | 0,0 %           | 0 / 614         |
| 2009   | 6 087           | 0,0 %           | 0 / 622         |
| 2013   | pas de candidat | pas de candidat | pas de candidat |
| 2017   | pas de candidat | pas de candidat | pas de candidat |

## Chanceliers membres du Zentrum
| Portrait | Nom                   | Période |
| -------- | --------------------- | --- |
|          | Constantin Fehrenbach | Du 25 juin 1920 au 4 mai 1921 |
|          | Joseph Wirth          | Du 10 mai 1921 au 22 octobre 1921, Du 26 octobre 1921 au 14 novembre 1922                                                                     |
|          | Wilhelm Marx          | Du 30 novembre 1923 au 26 mai 1924, Du 3 juin 1924 au 15 janvier 1925, Du 17 mai 1926 au 17 décembre 1926, Du 19 janvier 1927 au 12 juin 1928 |
|          | Heinrich Brüning      | Du 30 mars 1930 au 7 octobre 1931, Du 9 octobre 1931 au 30 mai 1932                                                                           |
|          | Franz von Papen       | Du 1er juin 1932 au 17 novembre 1932 (quitte le parti le 3 juin 1932)                                                                         |

### Citations
1. ↑  « Reichsfeind ».
2. ↑  « Volksverein für das katholische Deutschland ».
3. ↑  « schwarz-blauer Block ».
4. ↑  « Elsaß-Lothringische Zentrumspartei ».
5. ↑  « schleunigst seinen Laden zu schließen ».